# Otis Gibbs
Otis Gibbs är en amerikansk folkmusiker och låtskrivare. Hans sånger är ofta samhällskritiska.

## Diskografi
- 2002 – 49th and Melancholy
- 2003 – Once I Dreamed of Christmas
- 2004 – One Day Our Whispers
- 2008 – Grandpa Walked a Picketline
- 2010 – Joe Hill's Ashes
- 2012 – Harder Than Hammered Hell
- 2014 – Souvenirs of a Misspent Youth
- 2016 – Mount Renraw